# Conopyge conica
Conopyge conica är en stekelart som först beskrevs av Brulle 1846.  Conopyge conica ingår i släktet Conopyge och familjen brokparasitsteklar. Inga underarter finns listade i Catalogue of Life.